# Centro de Interpretación Soldados en las Trincheras
Soldados en las Trincheras es un centro de interpretación de Villalba de los Arcos sobre la dureza de la vida cotidiana de los soldados en el frente durante la batalla del Ebro a través de una serie de elementos museográficos, como son paneles explicativos, un punto digital interactivo, un audiovisual, fotografías, exposición de útiles y materiales diversos). Se tratan aspectos como la alimentación, el vestir, la higiene, el ocio y, por supuesto, las tareas bélicas: vigilar, defender y atacar. La batalla del Ebro (1938) fue uno de los escenarios más determinantes de la guerra civil española, en la que se enfrentaron las mejores unidades militares del ejército popular de la República y del ejército franquista. Los combates fueron básicamente de infantería, por lo que las trincheras se convirtieron en el elemento defensivo clave y el espacio principal en el que se desarrolló la vida cotidiana del soldado, tanto en los momentos de lucha como en los de espera. Dormir, comer, beber, escribir, orar, jugar a cartas, esperar... acciones del día a día del soldado resguardado en la trinchera, entre las pausas de su tarea principal: vigilar, atacar y defender.
Tanto la misma comarca de la Terra Alta como la vecina Ribera d'Ebre contienen una oferta de espacios de memoria importante, ya que se han recuperado espacios históricos, se han señalizado lugares de memoria y se han creado varios centros de interpretación; También se puede visitar por proximidad geográfica y temática el campo de aviación de la Sénia.